# What Was That
«What Was That» es una canción interpretada por la cantautora neozelandesa Lorde, incluida en su cuarto álbum de estudio, titulado Virgin (2025). Lorde y James Harmon Stack se encargaron de la composición y producción del tema junto a Daniel Nigro, que fue publicado el 24 de abril de 2025 por Republic Records como el sencillo principal del disco.

## Antecedentes
Tras el lanzamiento de su tercer álbum de estudio, Solar Power (2021), Lorde solo ofreció actualizaciones esporádicas y pistas de estar en el estudio de grabación. En febrero de 2023, confirmó a la revista Ensemble que había comenzado a trabajar en su cuarto álbum de estudio, admitiendo que tardaría mucho en volver. En julio de 2024, Lorde compartió un breve clip de nueva música en sus historias de Instagram. Al mes siguiente, se confirmó que colaboró con el músico estadounidense Jim-E Stack para el álbum.
El 9 de abril de 2025, Lorde compartió por primera vez un fragmento de una canción inédita en su cuenta de TikTok. El clip muestra a la cantante caminando por el parque Washington Square en Nueva York. La canción posteriormente fue etiquetada como "WWT", un acrónimo de "What Was That". Lorde anunció la canción el 16 de abril de 2025 a través de sus redes sociales. Al mismo tiempo, compartió la portada del sencillo en su Instagram, que la muestra con una camiseta roja brillante mirando a la cámara mientras el agua le gotea por la cara.
El 22 de abril, Lorde publicó una historia en Instagram y envió un mensaje de texto diciéndoles a sus fans que fueran al Washington Square Park en la ciudad de Nueva York a las 19:00 (EDT) esa noche. Al día siguiente, Lorde anunció que "What Was That" se lanzaría en la medianoche del día 24 de abril.

## Composición
Lorde coescribió "What Was That" con Jim-E Stack y la coprodujo junto a Stack y Daniel Nigro. Stack tocó el piano, la batería, los teclados y los sintetizadores, mientras que Nigro tocó el piano, los sintetizadores, el bajo y la guitarra eléctrica. La ingeniería de sonido del tema corrió a cargo de Stack, Nigro y Jack Manning; la mezcla estuvo a cargo de Chris Gehringer y Spike Stent; y la masterización estuvo a cargo de Will Quinnell. Nigro también se encargó de la programación de la batería, mientras que Koby Berman trabajó como ingeniero adicional. "What Was That" también incluye la guitarra eléctrica de Andrew Aged de Inc. No World.
Tiene una duración de 3 minutos y 29 segundos y se estructura principalmente en torno a dos versos y dos estribillos. Es una pista de electropop y synth-pop con un arreglo alegre y letras reflexivas sobre una relación pasada, nostalgia y crecimiento personal. La voz de Lorde está acompañada por un ritmo electrónico, una línea de bajo minimalista, percusión ligera y sintetizadores sutiles y sincopados que se construyen gradualmente.

## Video musical
El video musical de "What Was That" se filmó en varias locaciones de la ciudad de Nueva York. En el video, se ve a Lorde caminando y andando en bicicleta sola por la ciudad, vestida con una camisa blanca y jeans, con accesorios plateados y un llavero. A veces, la camisa está abierta, dejando al descubierto la parte superior de un bikini negro. Luego emerge por una alcantarilla y llega al parque Washington Square, donde baila mientras sus fans la graban con sus teléfonos.

## Créditos y personal
Créditos recogidos en Qobuz.
- Lorde – voz principal, composición, producción
- Jim-E Stack – composición, productor, teclados, piano, batería, programación, ingeniero de audio
- Daniel Nigro – producción, ingeniero, bajo, piano, sintetizadores, guitarra acústica
- Chris Gehringer – mezcla de audio
- Spike Stent – mezcla de audio
- Will Quinnell – ingeniero de audio
- Jack Manning – ingeniero de audio
- Koby Berman – ingeniero de audio
- Andrew Aged – guitarra eléctrica

## Listas
| Lista (2025)                                  | Mejor posición |
| --------------------------------------------- | -------------- |
| Alemania (Offizielle Deutsche Charts)         | 33             |
| Australia (ARIA)                              | 9              |
| Austria (Ö3 Austria Top 40)                   | 19             |
| Bélgica (Flandes) (Ultratop 50)               | 50             |
| Canadá (Canadian Hot 100)                     | 31             |
| Croacia (Top lista)                           | 43             |
| República Checa (Singles Digitál Top 100)     | 70             |
| Eslovaquia (Singles Digitál Top 100)          | 74             |
| Estonia (TopHit)                              | 23             |
| Global 200 (Billboard)                        | 18             |
| Grecia (IFPI)                                 | 28             |
| Irlanda (IRMA)                                | 6              |
| Israel (Media Forest)                         | 18             |
| Japón (Billboard Japan)                       | 12             |
| Letonia (LaIPA)                               | 16             |
| Lituania (AGATA)                              | 26             |
| Lituania Airplay (TopHit)                     | 40             |
| Nueva Zelanda (Recorded Music NZ)             | 1              |
| Noruega (VG-lista)                            | 43             |
| Países Bajos (Mega Single Top 100)            | 83             |
| Polonia (Polish Streaming Top 100)            | 93             |
| Portugal (AFP)                                | 67             |
| Suecia (Sverigetopplistan)                    | 54             |
| Suiza (Schweizer Hitparade)                   | 33             |
| Reino Unido (UK Singles Chart)                | 11             |
| Estados Unidos (Billboard Hot 100)            | 36             |
| Estados Unidos (Hot Rock & Alternative Songs) | 6              |

## Historial de lanzamiento
| País  | Fecha               | Formato(s)                   | Discográfica                     | Ref.   |
| ----- | ------------------- | ---------------------------- | -------------------------------- | ------ |
| Varis | 24 de abril de 2025 | Descarga digital y streaming | Universal New Zealand y Republic | [ 45 ] |